# 토드 로빈슨 콜드웰
토드 로빈슨 콜드웰(Tod Robinson Caldwell, 1818년 2월 19일 ~ 1874년 7월 11일)는 미국의 정치인이며, 제41대 노스캐롤라이나주 주지사를 역임했다.

## 학력
- 노스캐롤라이나 대학교 채플힐

## 경력
- 1842 ~ 1845 제64·65대 미국 노스캐롤라이나 하원의원
- 1848 ~ 1849 제67대 미국 노스캐롤라이나 하원의원
- 1850 ~ 1851 제68대 미국 노스캐롤라이나 제48선거구 상원의원
- 1868.07 ~ 1870.12 제1대 노스캐롤라이나 부지사
- 1871.03 ~ 1874.07 제41대 노스캐롤라이나 주지사

## 역대 선거 결과
| 선거명      | 직책명                              | 대수 | 정당       | 득표율   | 득표수   | 결과 | 당락                       |
| ----------- | ----------------------------------- | ---- | ---------- | -------- | -------- | ---- | -------------------------- |
| 1842년 선거 | 하원의원 (노스캐롤라이나 선거구)    | 65대 | 휘그당     | 0%       | 표       | 1위  | 노스캐롤라이나 주의원 당선 |
| 1844년 선거 | 하원의원 (노스캐롤라이나 선거구)    | 66대 | 휘그당     | 0%       | 표       | 1위  | 노스캐롤라이나 주의원 당선 |
| 1848년 선거 | 하원의원 (노스캐롤라이나 선거구)    | 67대 | 휘그당     | 0%       | 표       | 1위  | 노스캐롤라이나 주의원 당선 |
| 1850년 선거 | 상원의원 (노스캐롤라이나 제48부)    | 68대 | 휘그당     | 단독후보 | 무투표   | 1위  | 노스캐롤라이나 주의원 당선 |
| 1865년 선거 | 하원의원 (노스캐롤라이나 제7선거구) | 39대 | 국민연방당 | 18.53%   | 1,688표  | 2위  | 낙선                       |
| 1868년 선거 | 노스캐롤라이나 부지사               | 1대  | 공화당     | 55.67%   | 91,578표 | 1위  | 노스캐롤라이나 부지사 당선 |
| 1872년 선거 | 노스캐롤라이나 주지사               | 41대 | 공화당     | 50.49%   | 98,630표 | 1위  | 노스캐롤라이나 주지사 당선 |